# Backstreet Stories
Backstreet Stories é um DVD dos Backstreet Boys que traz todo o começo da carreira da banda, tem entrevistas, um perfil de cada integrante e cenas exclusivas da vida dos garotos antes da fama, desde sua origem em Orlando, na Flórida.

## Faixas
1. Entrevistas
2. Várias Cenas Exclusivas
3. Bastidores
4. Músicos que foram influência para o estilo muical da banda
5. Legendas: Português
6. Áudio: Original em inglês (Dolby Digital 2.0)
7. Formato de Tela: 4:3 Tela Cheia
8. Som: Inglês